# The Baths
The Baths je plaža na otoku Virgin Gorda, u Britanskim Djevičanskim otocima u Karibima.

## Geografija
Kupalište se nalazi oko 1.9 km južno od glavnog grada Spanish Towna na južnom vrhu otoka između Spring Baya i Devil's Baya. Kupalište je područje jedinstvenih geoloških formacija i jedno od glavnih turističkih odredišta ovog područja.

## Područje
Iako vulkanizam čini većinu Djevičanskih otoka, The Baths su formirane od granita koji je erodirao u hrpe gromada na plaži Granit nastaje sporim hlađenjem magme daleko od površine. Granit se pojavljuje na površini tek nakon što su geološka razdoblja erodirala sloj koji ga prekriva. Nakon što je bio izložen, erozija je nastavila izolirati granit u velike gromade i zaoblila njihove površine. Kamenje oblikuje prirodne plimne bazene, tunele, lukove i slikovite špilje koje su otvorene prema moru. Najveće gromade su velike oko 12 m.
Od 1990. područje je Nacionalni park BVI kao i susjedni zaljevi, a područje je velika turistička atrakcija, a plivanje i ronjenje s disalicom su glavne atrakcije.

## Galerija
- Područje zaljeva u The Baths
- Kupalište
- Stjenovita formacija u The Baths
- Granitne gromade

## Vanjske poveznice
- o The Baths  Arhivirana inačica izvorne stranice od 10. rujna 2022. (Wayback Machine)
- o The Baths  Arhivirana inačica izvorne stranice od 13. kolovoza 2022. (Wayback Machine)
- karta područja Baths
- slike iz Kupališta
- slike iz Kupališta
- o Nacionalnom parku The Baths